# Boîte à tonnerre
 (décembre 2021).
Si vous disposez d'ouvrages ou d'articles de référence ou si vous connaissez des sites web de qualité traitant du thème abordé ici, merci de compléter l'article en donnant les références utiles à sa vérifiabilité et en les liant à la section « Notes et références ».
Le terme allemand Donnerbüchse (pluriel : Donnerbüchsen, anciennement Donnerwagen), signifiant boîte à tonnerre, est le surnom des voitures métalliques à deux essieux ouvertes[pas clair] construites à partir de 1921 pour le compte des chemins de fer allemands (Deutsche Reichsbahn). Il s'agit de la première génération de matériel à caisse métalliques. Leur surnom vient du grondement de ces voitures mal suspendues, dont les vibrations des roues se transmettaient à toute la caisse, d'autant qu'elles n'étaient pas équipées de panneaux insonorisants intérieurs.

## Histoire

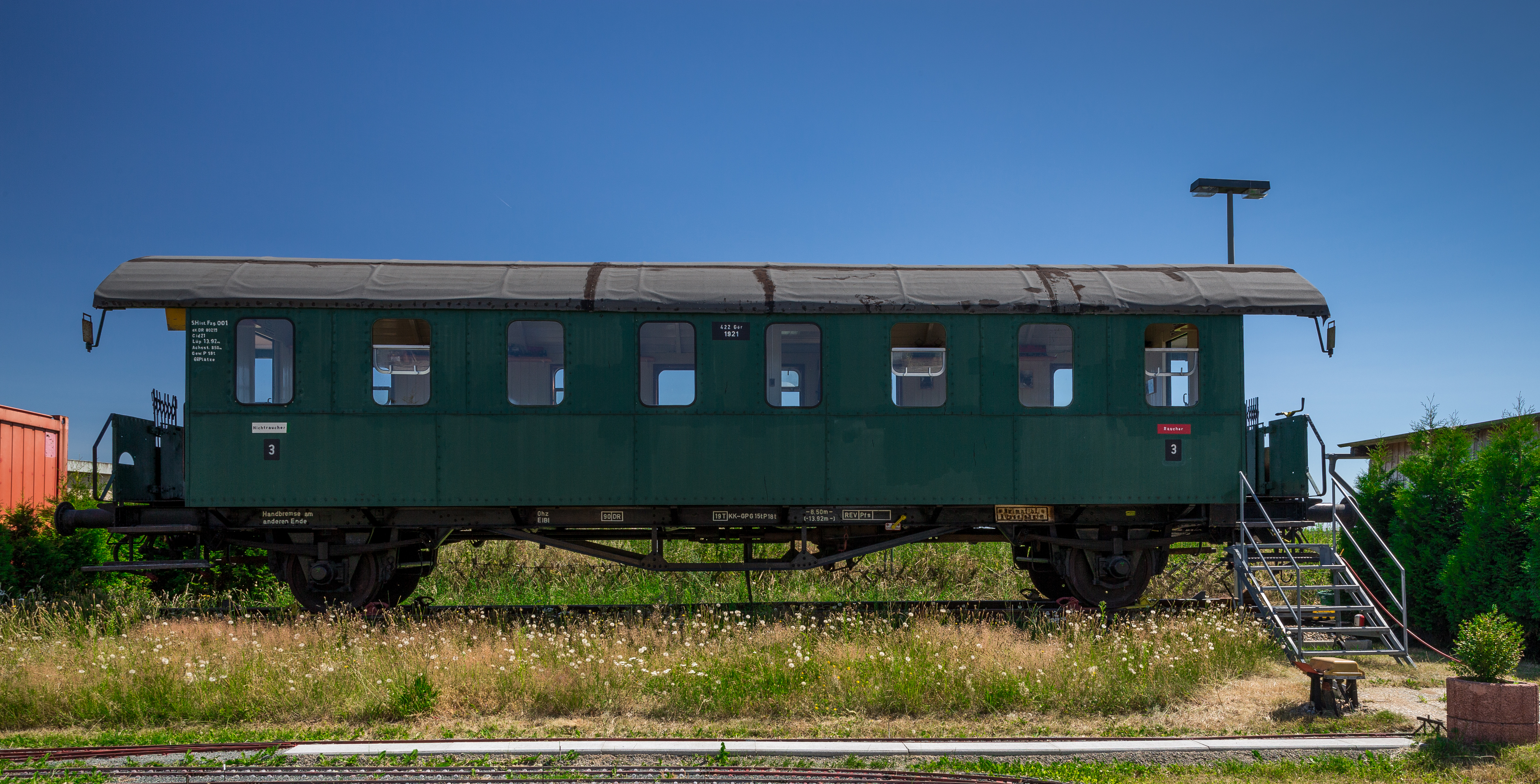
Une Di-21 en bois de 1921. La caisse et les fenêtres ont été modifiées après-guerre.

La Deutsche Reichsbahn souffrait d’une grave pénurie de matériel pour le transport des voyageurs à la suite des importants transferts que dut consentir le pays au titre de réparations de guerre au début des années 1920. La compagnie disposait alors d'un modèle standard en bois, appelé Einheitsbauart qui fut choisie pour passer d'importantes commandes. Une première série livrée entre 1921 et 1923, mais les constructeurs de la version "bois" adaptèrent progressivement leurs chaines de production, de sorte que seulement 90 voitures métalliques (pour 2 639 en bois, toutes de quatrième classe) furent mises en service dans le cadre de cette première commande.  
S'ensuivirent plusieurs commandes complémentaires. En 1927/28 d'abord, pour un contingent total de 517 voitures métalliques de quatrième classe. En 1938/30 ensuite, avec 5 009 voitures des autres classes (2°; 3°, mixtes  2°/3°  et 3°/4°), donnant un contingent total de 8 250 voitures en 1930 (après la suppression de la quatrième classe de 1928, qui se concrétisa par un reclassement de tout l'effectif de quatrième classe vers la troisième classe). 
Outre ces voitures pour voyageurs, des fourgons à bagages de construction similaire (immatriculés dans la classe Pwi) ont également été produits entre 1923 et 1931 (917 exemplaires). 

### Dispersion en Europe au terme de la Seconde Guerre mondiale
Après la Seconde Guerre mondiale, une partie de l'effectif s'est retrouvé disséminé dans les différents pays touchés par le conflit.
En France, environ 200 voitures de type A6 tmpf 171xx (première classe) et B7 tmpf 172xx/173xx (seconde classe) et Dmp (fourgons) ont été immatriculées par la SNCF. Une petite trentaine de celles-ci existent toujours. On en retrouve également en Belgique, en Pologne ou en Autriche.

## Les types

### Voitures en bois

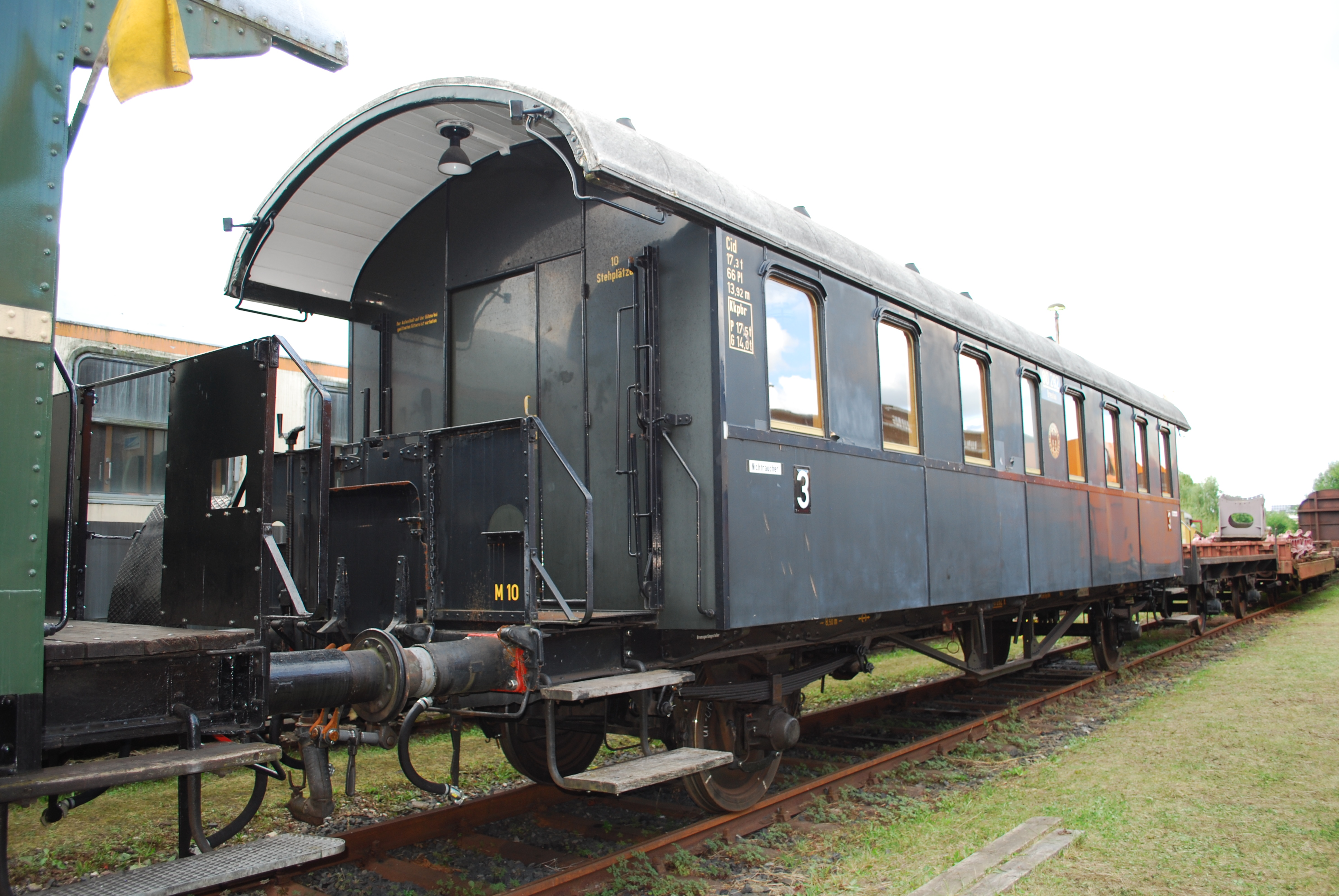
Voiture à caisse en bois restaurée en état d'origine.

Les tableaux ci-dessous donnent le numéro de classe avant et après la suppression de la quatrième classe de 1928.
| Classe (avant 1928) | Classe (après 1928) | Nombre de places assises | Quantité construites | Année(s) de construction | Remarques |
| Di-21c              | Cid-21c             | 66                       | 6                    | 1921                     | Prototype |
| Di-21               | Cid-21              | 66                       | 2236                 | 1921/23                  |           |
| Di-21a              | Cid-21a             | 66                       | 397                  | 1921/23                  |           |

### Voitures à caisse en fer
| Classe (avant 1928) | Classe (après 1928) | Nombre de places assises | Quantité construites | Année(s) de construction | Remarques |
| Bi-21               | Bi-21               | 40                       | dix                  | 1921/23                  | Prototype |
| BCi-21              | BCi-21              | 16/34                    | dix                  | 1921/23                  | Prototype |
| BDi-21              | BCid-21             | 16/39                    | dix                  | 1923                     | Prototype |
| Ci-21               | Ci-21               | 58                       | dix                  | 1923                     | Prototype |
| Di-21b              | Cid-21b             | 66                       | 50                   | 1922                     | Prototype |

### Voitures à caisse en acier
| Classe (avant 1928) | Classe (après 1928) | Nombre de places assises | Quantité construites | Année(s) de construction | Remarques    |
| Di-26               | Cid-26              | 66                       | 77                   | 1927/28                  |              |
| Di-27               | Cid-27; Ciu-27/28   | 66                       | 440                  | 1927/28                  | Austauschbau |
| BCi-28              | BCi-28              | 15/34                    | 449                  | 1928/29                  | Austauschbau |
| Ci-28               | Ci-28               | 58                       | 1744                 | 1928/29                  | Austauschbau |
| CDi-28              | CCid-28; CCiu-28    | 29/29                    | 40                   | 1928                     | Austauschbau |
| Bi-29               | Bi-29               | 38                       | 1632                 | 1929/30                  |              |
| BCi-29              | BCi-29              | 15/34                    | 500                  | 1929/30                  | Austauschbau |
| Ci-29               | Ci-29               | 58                       | 450                  | 1929/30                  | Austauschbau |
| Ci-30               | Ci-30               | 58                       | 194                  | 1929/30                  | Austauschbau |

Austauschbau : Evolution dans la standardisation du matériel roulant visant l'interchangeabilité d'un maximum de pièces détachées, introduit au milieu des années 1920 pour les wagons marchandises puis pour le matériel voyageur.

### Fourgons à bagages

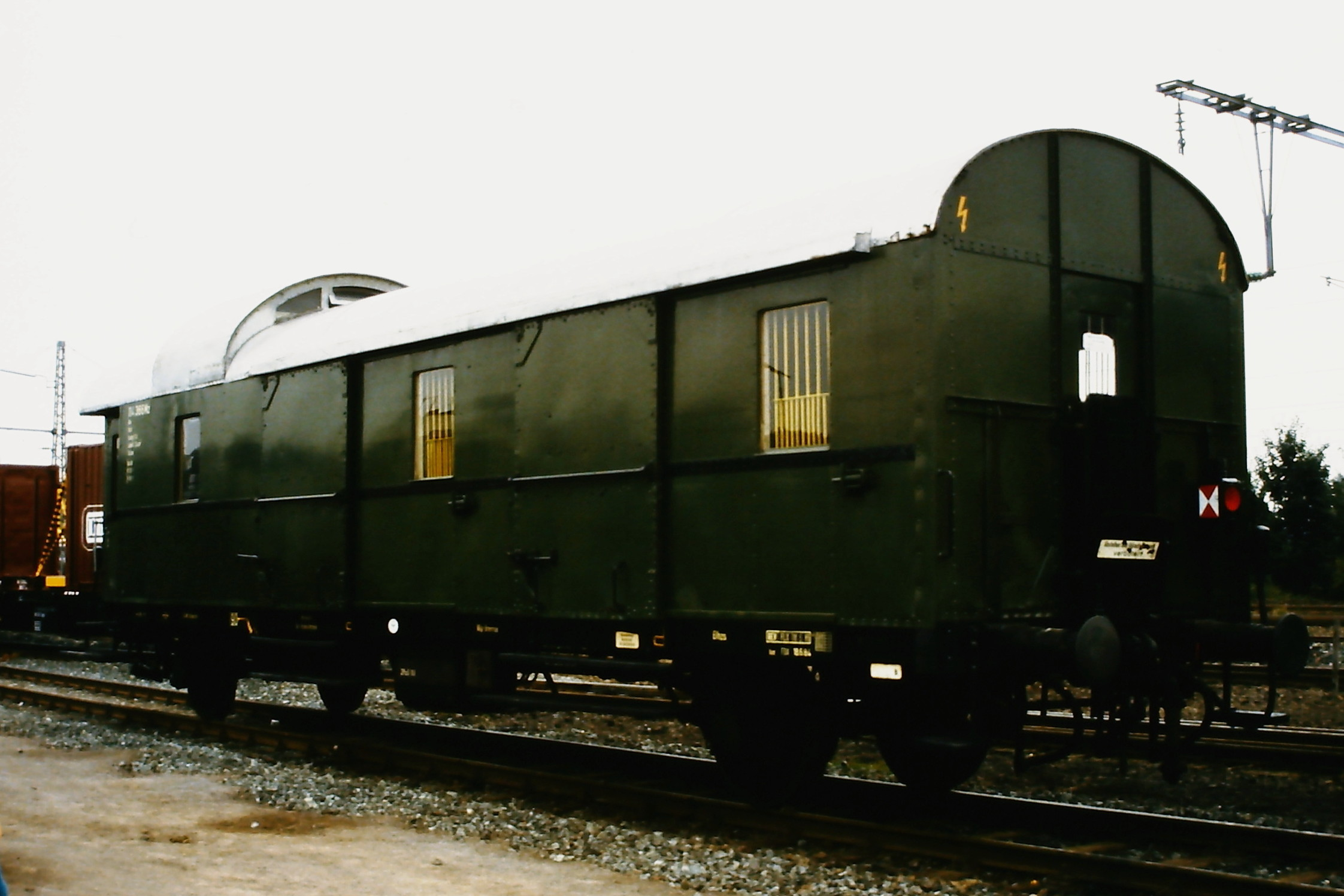
Un fourgon Pwi-28.

Les Pwi-23 et -27 se distinguent du reste de la série par leur extrémité en biseau du côté de la vigie rappelant les voitures « brochet » à bogies affectées aux grandes lignes et les fourgons sans intercirculation bâtis avant la Première Guerre. Les Pwi-30 et -31 ont, elles, un toit plus bas et moins bombé.
| Classe (avant 1928) | Classe (après 1928) | Charge maximale | Quantité construites | Année(s) de construction | Remarques    |
| Pwi-23              | Pwi-23              | 7,0 t           | 287                  | 1923/27                  |              |
| Pwi-27              | Pwi-27              | 7,0 t           | 77                   | 1927/28                  |              |
| Pwi-28              | Pwi-28              | 7,0 t           | 40                   | 1928                     | Austauschbau |
| Pwi-29              | Pwi-29              | 7,0 t           | 370                  | 1929/30                  | Austauschbau |
| Pwi-30              | Pwi-30              | 7,0 t           | 150                  | 1930                     | Austauschbau |
| Pwi-31              | Pwi-31              | 7,0 t           | 30                   | 1931                     | Austauschbau |

## Transformations et reconstructions
À partir de 1930, plusieurs wagons Di-21 en bois ont été convertis en voitures mixtes avec fourgons pour les bagages volumineux (Traglastenwagen).
La DB a remplacé les bancs en bois d'origine, dans de nombreux cas, par des sièges rembourrés. Lorsque les services de voyage en 3e classe ont été supprimés en 1956, les voitures ont été reclassés de concert. 

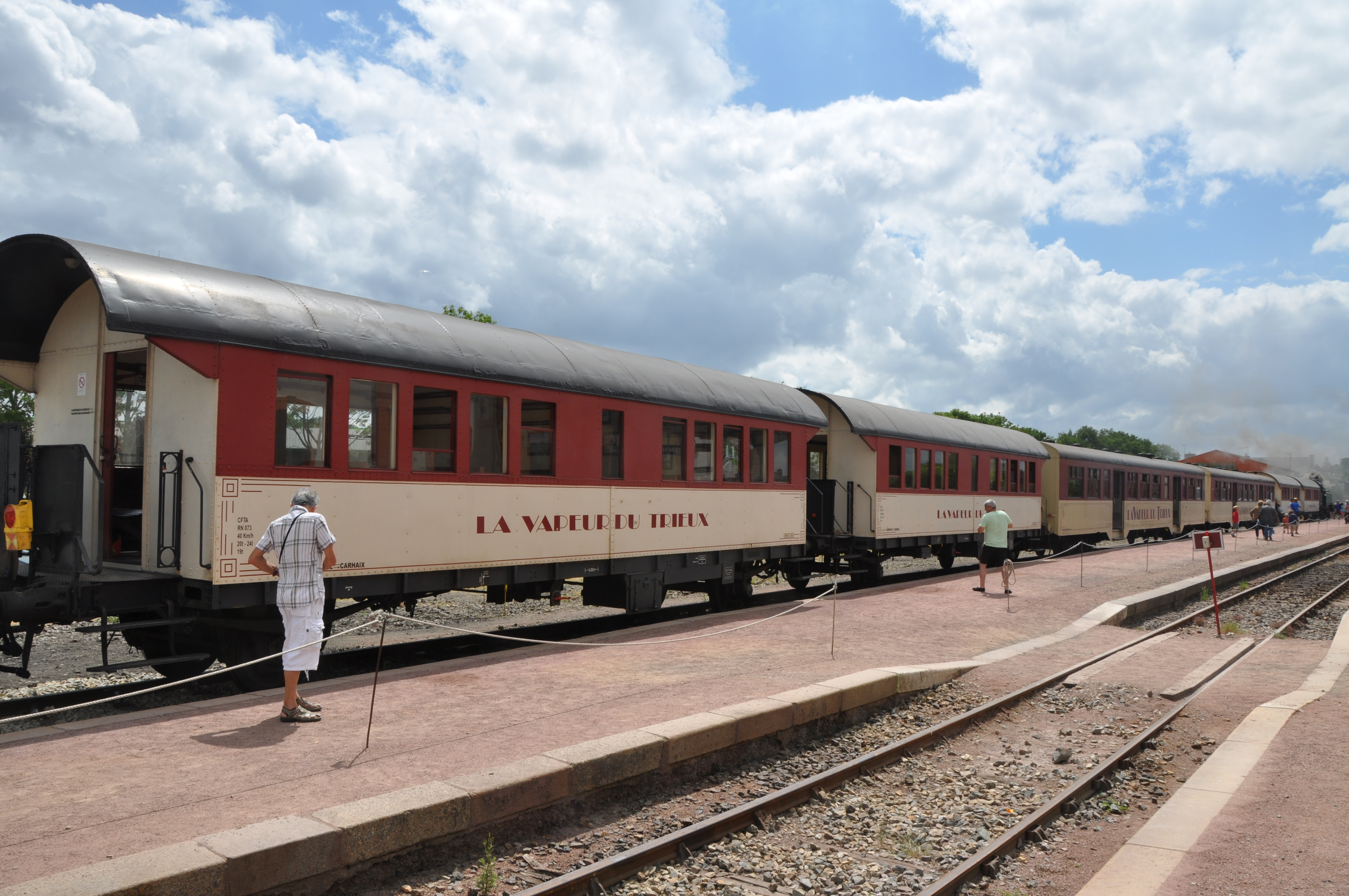
Les boîtes à tonnerre assurant le service touristique à La Vapeur du Trieux.

En 1951, plusieurs voitures de troisième classe Ci ont été dotées d'un poste de conduite et d'un compartiment fourgon (CPwif) pour assurer des services en réversibilité avec des locomotives à vapeur. 
Le retrait du service des Donnerbüchsen a commencé au début des années 1960. Cependant, beaucoup ont été réutilisées comme véhicules de service. L'utilisation en service commercial en Allemagne cessa à la fin des années 1970, mais de nombreuses voitures circulent toujours sur de nombreux chemins de fer de touristiques. En Pologne, les Donnerbüchsen ont été utilisés dans les services de transport de voyageurs jusqu'en 1989.